# Melicuccà
Melicuccà ist eine italienische Stadt in der Metropolitanstadt Reggio Calabria in Kalabrien mit 805 Einwohnern (Stand 31. Dezember 2023).

## Lage und Daten
Melicuccà liegt 48 km nordöstlich von Reggio Calabria an der Nordseite des Aspromonte im Tal des Flusses Torbolo. Die Nachbargemeinden sind Bagnara Calabra, San Procopio, Sant’Eufemia d’Aspromonte und Seminara. 

## Sehenswürdigkeiten
Im Ort steht eine Ruine einer Burg aus dem 16. Jahrhundert. In der Pfarrkirche befindet sich ein Taufbecken aus dem 16. Jahrhundert.